# Komise pro kontrolu cenných papírů Spojených států
Komise pro kontrolu cenných papírů Spojených států amerických (anglicky U.S. Securities and Exchange Commission, zkratka SEC) je americká federální agentura. Jejím úkolem je dohled nad dodržováním federálních zákonů, které se týkají obchodování cenných papírů, a následná regulace a kontrola tohoto trhu.
Byla založena v roce 1934 prezidentem Rooseveltem, v reakci na Velkou hospodářskou krizi způsobenou zhroucením akciového trhu v roce 1929; prvním předsedou komise se stal Joseph Kennedy. Výbor komise se skládá z pěti členů, které jmenuje prezident Spojených států.